# Prädikatur
- Die Prädikatur (mittellateinisch praedicare „predigen“) ist ein in der alten Kirche von Laien gestiftetes kirchliches Amt, das der Predigt im Gottesdienst zu einem höheren Rang verhelfen soll.
- Der Amts- oder Wohnsitz des Prädikanten wird ebenfalls Prädikatur genannt.
- Auch die Tätigkeit eines protestantischen Geistlichen, das ampt des verkuendens,[1] wurde Prädikatur genannt.

## Prediger und Stifter
Die Inhaber der seit dem Beginn des 15. Jahrhunderts von Privatleuten oder Korporationen gestifteten Prädikaturen nannte man Prädikanten oder Prediger. Als Priester hatten sie manchmal auch Messverpflichtungen, ihre Hauptaufgabe war aber die Predigttätigkeit. Fast alle Prediger hatten eine Universität besucht und zumindest den Grad eines Magisters der Artistenfakultät erworben. Damit waren sie für ihre Aufgabe weit besser gerüstet als die häufig recht schlecht ausgebildeten Pfarrer, von denen sie im Allgemeinen auch nur wenig abhängig waren.
Vor allem in Südwestdeutschland besaß um 1500 fast jede Stadt eine Prädikatur. Aber auch in manchen Dörfern gab es Prädikaturen, beispielsweise in Gemmingen im Kraichgau. Die meisten der im Kraichgau tätigen Prediger wurden durch Luthers Heidelberger Disputation für die Reformation gewonnen.
Jakob Fugger (1459–1525), der Reiche, wollte in Augsburg für eine bessere Predigt sorgen und schuf bei der Kollegiat- und Pfarrkirche St. Moritz eine Prädikatur. Als Prediger wurden hier namhafte Theologen eingesetzt, die – wie Johannes Eck – für die alte Kirche stritten.
Fast alle Prädikaturen fielen der Säkularisation zum Opfer, aber am Ulmer Münster beispielsweise gibt es noch immer das seit 1398 bestehende Amt der Prädikatur, das seinen Inhaber bis heute zu besonders qualifizierter Predigt verpflichtet.